# Costa Rica i olympiska vinterspelen 1988
Costa Rica deltog med två deltagare vid de olympiska vinterspelen 1988 i Calgary. Ingen av landets deltagare erövrade någon medalj.